# منطقة وارذا
وارذا رمزها «WR» (بالإنجليزية: Wardha)‏ ، هو تقسيم إداري لدولة الهند تتبع ولاية ماهاراشترا (بالإنجليزية: Maharashtra)‏ ، مركزها هو مدينة وارذا (بالإنجليزية: Wardha)‏ عدد سكانها حسب تعداد سنة 2001 هو 1,230,640 ، مساحتها 6,309 كم² وكثافة السكان 195 لكل كم² .